# Peri Gilpin
Peri Gilpin (născută Peri Kay Oldham; n. 27 mai 1961, Waco, Texas, SUA) este o actriță americană. Aceasta este cunoscută pentru rolul lui Roz Doyle⁠(d) din sitcomul NBC Frasier și cel al lui Kim Keeler din serialul dramatic Make It or Break It⁠(d).

## Biografie
Gilpin s-a născut Peri Kay Oldham în Waco, Texas, fiica lui James Franklin Oldham, un crainic devenit cunoscut sub numele de Jim O'Brien⁠(d), și a lui Sandra Jo Hauck. După divorțul părinților săi, mama sa s-a căsătorit cu Wes Gilpin în 1969. Gilpin a preluat ulterior numele de familie al tatălui vitreg.
A crescut în Dallas, iar propria familie a încurajat-o să-și dezvolte talentul actoricesc. A studiat la Dallas Theater Center⁠(d), apoi la Universitatea din Texas din Austin și la British American Drama Academy⁠(d) din Londra.

## Cariera
Aceasta a apărut în serialul de televiziune Cheers în rolul lui Holly Matheson în episodul 21 al celui de-al 11-lea sezon, difuzat în aprilie 1993.
Din 1993 până în 2004, Gilpin a jucat rolul lui Roz Doyle în serialul Frasier, un spin-off al serialului Cheers, cu Kelsey Grammer în rolul lui Frasier Crane⁠(d). Gilpin a câștigat împreună cu ceilalți membri ai distribuției un Screen Actors Guild Award for Outstanding Performance by an Ensemble in a Comedy Series⁠(d) în 1999.
În 2009, Gilpin a apărut în drama ABC Family⁠(d) Make It or Break It, fiind premiată cu un Premiu Gracie⁠(d) la categoria „cea mai bună actriță în rol secundar într-un serial dramatic”.
Colega lui Gilpin din Frasier, Jane Leeves, a condus compania de producție Bristol Cities, ale cărei proiecte cuprindeau un episod pilot intitulat Minister of Divine, un remake american al sitcomului britanic The Vicar of Dibley⁠(d) cu Kirstie Alley în rolul principal.
Gilpin este vocea personajului Jane Proudfoot din Final Fantasy: Spiritele ascunse. Printre rolurile sale de voce se numără Desiree în serialul Nickelodeon Danny Phantom, Volcana⁠(d) în Superman: The Animated Series⁠(d) și Liga Dreptății, Hecate în Hercules⁠(d) și Kate Corrigan⁠(d) în filmele animate Hellboy⁠(d). De asemenea, vocea sa poate fi auzită în reclamele de televiziune ale companiilor Wells Fargo și Johnsonville Meats.
Gilpin a apărut în serialele de televiziune Medium⁠(d), Neveste disperate și Lege și ordine: Intenții criminale⁠(d). Actrița are un rol secundar în Make It or Break It și a apărut în lungmetrajul For the Love of a Child împreună cu Teri Polo⁠(d). În 2012, Gilpin a jucat în CSI – Crime și Investigații alături de actorul  Ted Danson și a avut un rol episodic în Men at Work⁠(d) ca editor al revistei Full Steam. A interpretat-o pe Katherine Cooper în serialul Scorpion⁠(d).

## Viața personală
La 31 iulie 1999, Gilpin s-a căsătorit cu pictorul Christian Vincent. Cei doi au gemeni născuți dintr-o mamă surogat pe 7 mai 2004.
După moartea mamei sale de leiomiosarcom⁠(d) în 1997, Gilpin s-a implicat în activități care să promoveze cercetarea cancerului mamar.
Fratele lui Gilpin, Marc Gilpin,⁠(d) a murit pe 29 iulie 2023 din cauza complicațiilor cauzate de glioblastom⁠(d). Acesta a apărut în Jaws 2 și în alte filme și emisiuni de televiziune. Avea 56 de ani.

## Filmografie

### Filme
| An   | Titlu                             | Rol                    | Note                  |
| ---- | --------------------------------- | ---------------------- | --------------------- |
| 1998 | The Jungle Book: Mowgli's Story   | Raksha                 | Voce, direct-to-video |
| 2000 | Spring Forward                    | Georgia                |                       |
| 2000 | How to Kill Your Neighbor's Dog   | Debra Salhany          |                       |
| 2001 | Final Fantasy: The Spirits Within | Officer Jane Proudfoot | Voce                  |
| 2005 | Thru the Moebius Strip            | Caroline Weir          | Voce                  |
| 2016 | Flock of Dudes                    | Adam's Mom             |                       |
| 2018 | How to Train Your Husband         | Mona                   |                       |
| 2018 | Benjamin                          | Marley                 | Distribuit de Redbox  |
| 2018 | Only Humans                       | Nancy/mother           |                       |
| 2021 | We Broke Up                       | Adelaide               |                       |

### Televiziune
| An        | Titlu                                   | Rol                     | Note                                            |
| --------- | --------------------------------------- | ----------------------- | ----------------------------------------------- |
| 1988      | 21 Jump Street                          | Fitzgerald              | Episodul: "The Currency We Trade In"            |
| 1988      | Almost Grown                            | Kim                     | Episodul: "Santa Claus Got Stuck in My Chimney" |
| 1990      | Matlock                                 | Leslie Matthews         | Episodul: "The Pro"                             |
| 1991      | Flesh 'n' Blood                         | Irene                   | 12 episoade                                     |
| 1992      | Wings                                   | Barbara #242            | Episodul: "Four Dates That Will Live in Infamy" |
| 1993      | Designing Women                         | Jade Herman             | Episodul: "Shovel Off to Buffalo"               |
| 1993      | Cheers                                  | Holly Matheson          | Episodul: "Woody Gets an Election"              |
| 1993–2004 | Frasier                                 | Roz Doyle               | 260 de episoade                                 |
| 1995      | Pride & Joy                             | Brenda                  | Episodul: "Brenda's Secret"                     |
| 1995      | Fight for Justice: The Nancy Conn Story | Charlotte Parks         | Film de televiziune                             |
| 1996      | The Outer Limits                        | Dr. Rebecca Warfield    | Episodul: "Out of Body"                         |
| 1996      | Early Edition                           | Lenore                  | Episodul: "After Midnight"                      |
| 1998      | The Lionhearts                          | Lana Lionheart          | Voce, 13 episoade                               |
| 1998      | Hercules                                | Hecate                  | Voce, 2 episoade                                |
| 1998–1999 | Superman: The Animated Series           | Volcana                 | Voce, 2 episoade                                |
| 2000      | Baby Blues                              | Ms. Brennan             | Episodul: "Ugly Zoe"                            |
| 2001      | Laughter on the 23rd Floor              | Carol Wyman             | Film de televiziune                             |
| 2003      | Justice League                          | Volcana                 | Voce, episodul: "Only a Dream"                  |
| 2003–2009 | King of the Hill                        | Additional voices       | 4 episoade                                      |
| 2004–2005 | Danny Phantom                           | Desiree                 | Voce, 2 episoade                                |
| 2005      | Uncommon Sense                          | Tracy                   | Film de televiziune                             |
| 2005      | Women of a Certain Age                  | Dianne                  | Film de televiziune                             |
| 2006      | For the Love of a Child                 | Sara O'Meara            | Film de televiziune                             |
| 2006      | Hellboy: Sword of Storms                | Professor Kate Corrigan | Voce, Film de televiziune                       |
| 2007      | Hellboy: Blood and Iron                 | Professor Kate Corrigan | Voce, Film de televiziune                       |
| 2007      | Crossroads: A Story of Forgiveness      | Erin Teller             | Film de televiziune                             |
| 2007      | Medium                                  | Diane Benoit            | Episodul: "The Boy Next Door"                   |
| 2007      | Desperate Housewives                    | Maggie Gilroy           | Episodul: "God, That's Good"                    |
| 2007      | Side Order of Life                      | Celia Hutchinson        | Episodul: "Awakenings"                          |
| 2007      | Law & Order: Criminal Intent            | Grace Pardue            | Episodul: "Offense"                             |
| 2009–2011 | Make It or Break It                     | Kim Keeler              | 40 de episoade                                  |
| 2011      | Hot in Cleveland                        | Taylor                  | Episodul: "I Love Lucci: Part One"              |
| 2012      | Grey's Anatomy                          | Marcy                   | Episodul: "Hope for the Hopeless"               |
| 2012–2013 | CSI: Crime Scene Investigation          | Barbara Russell         | 4 episoade                                      |
| 2013      | Men at Work                             | Alex Turner             | 4 episoade                                      |
| 2013      | Modern Family                           | Jeannie                 | Episodul: "The Help"                            |
| 2013      | Drop Dead Diva                          | Miss Ortiz              | Episodul: "Jane's Secret Revealed"              |
| 2014      | The Choking Game                        | Heidi, Taryn's mother   | Film de televiziune                             |
| 2014      | Masters of Sex                          | Florence Duncan         | Episodul: "Mirror, Mirror"                      |
| 2015      | Mr. Robinson                            | Eileen Taylor           | 6 episoade                                      |
| 2015–2016 | Scorpion                                | Katherine Cooper        | 5 episoade                                      |
| 2016      | Adam Ruins Everything                   | Miss Pearl              | Episodul: "Adam Ruins the Wild West"            |
| 2017      | Broad City                              | Joanne                  | Episodul: "Abbi's Mom"                          |
| 2017      | A Dash of Love                          | Holly Hanson            | Film de televiziune                             |
| 2018      | Station 19                              | Sue                     | Episodul: "Reignited"                           |
| 2019      | Why Women Kill                          | Vivian Burke            | Episodul: "You Had Me at Homicide"              |
| 2020      | Family Reunion                          | Grandma Daphne          | Episodul: "Remember Our Parents' Wedding?"      |
| 2022      | Kevin Can F**k Himself                  | Donna, Allison’s mother | Episodul: "Ghost"                               |
| 2023      | Frasier                                 | Roz Doyle               | Episodul: "Reindeer Games"                      |